# Wim Kooiman
Willem (Wim) Kooiman (Oud-Beijerland, 9 september 1960) is een Nederlands voormalig voetballer. Kooiman begon bij SHO in het Nederlandse Oud-Beijerland. In 1980 vertrok hij naar België om er bij Cercle Brugge te gaan voetballen.
In 1988, hij was toen 28 jaar, vertrok hij naar RSC Anderlecht. Daar speelde hij 6 succesvolle seizoenen maar in 1994 keerde hij toch terug naar Cercle Brugge. In 1999 maakte hij bij de vereniging noodgedwongen een einde aan zijn voetbalcarrière. Uitgerekend in zijn 300e competitiewedstrijd voor Cercle viel hij uit met een zware knieblessure, meteen het einde van z'n carrière. Hij is nog steeds woonachtig in de Brugse regio, meer bepaald in Jabbeke.

## Spelerscarrière
- SHO uit Oud-Beijerland (...-1980)
- Cercle Brugge (1980-1988) - 1 × Beker van België
- RSC Anderlecht (1988-1994) - 3 × landskampioen, 2 × Beker van België, finalist Europacup 2 (Beker der Bekerwinnaars)
- Cercle Brugge (1994-1999)